# Alexander von Stahr
Ludwig Leopold Adolf Alexander von Stahr (* 3. Juli 1813 in Reichenstein; † 16. August 1882 in Schweidnitz) war ein preußischer Generalmajor.

## Leben

### Herkunft
Alexander war ein Sohn des preußischen Kapitäns Karl Adolf von Stahr (1744–1815) und dessen Ehefrau Henriette Auguste, geborene Lührmann (1778–1845). Sein Vater war Kommandant von Ottmachau und später Stallmeister an der Ritterakademie in Liegnitz. Der preußische Generalleutnant August von Stahr (1807–1878) war sein älterer Bruder.

### Militärkarriere
Stahr trat 1830 als Musketier in das 22. Infanterie-Regiment der Preußischen Armee ein und avancierte bis Mitte September 1832 zum Sekondeleutnant. Von 1838 bis 1846 war er als Lehrer in die Divisionsschule der 12. Division und anschließend als Kompanieführer beim I. Bataillon im 22. Landwehr-Regiment kommandiert. Mitte Juni 1848 stieg er zum Premierleutnant auf, war vom 8. Juli bis zum 9. August 1848 als Adjutant der 9. Landwehr-Brigade und anschließend in gleicher Eigenschaft der 9. Infanterie-Brigade in Glogau kommandiert. Nach seiner Rückkehr zu seinem Stammregiment stieg Stahr Mitte November 1852 als Hauptmann zum Kompaniechef auf. Daran schloss sich mit seiner Beförderung zum Major am 3. Februar 1857 die Ernennung zum Kommandeur des III. Bataillons im 7. Landwehr-Regiment an. Am 8. Mai 1860 kommandierte man ihn als Bataillonsführer in das 7. kombinierte Infanterie-Regiment, aus dem zum 1. Juli 1860 das 2. Niederschlesische Infanterie-Regiment Nr. 47 hervorging. Stahr erhielt mit diesem Datum das Kommando über das Füsilier-Bataillon in Löwenberg. Am 24. Juni 1862 erfolgte seine Versetzung nach Halle (Saale) als Kommandeur des II. Bataillons im Magdeburgischen Füsilier-Regiment Nr. 36. In dieser Eigenschaft wurde Stahr am 17. März 1863 zum Oberstleutnant befördert und am 3. April 1866 zum Kommandeur des 3. Pommerschen Infanterie-Regiments Nr. 14 in Stettin ernannt. Kurz vor dem Beginn des Deutschen Krieges wurde er am 8. Juni 1866 zum Oberst befördert. Während des Krieges kämpfte er bei Gitschin sowie bei Königgrätz und wurde für sein Wirken mit dem Roten Adlerorden III. Klasse mit Schwertern ausgezeichnet.
Infolge eines Sturzes vom Pferd im Lockstedter Lager war Stahr nicht mehr dienstfähig. Daraufhin nahm er am 14. Juni 1867 unter Verleihung des Kronen-Ordens II. Klasse sowie der Erlaubnis zum Tragen der Regimentsuniform seinen Abschied mit Pension. Ende August 1867 stellte man ihn mit Pension und der Berechtigung zum Tragen seiner Uniform zur Disposition.
Für die Dauer der Mobilmachung anlässlich des Krieges gegen Frankreich wurde Stahr wiederverwendet und am 18. Juli 1870 zum Kommandeur der stellvertretenden 18. Infanterie-Brigade ernannt. In dieser Stellung erhielt er am 22. April 1871 den Charakter als Generalmajor.
Er starb am 16. August 1882 in Schweidnitz.

### Familie
Stahr heiratete am 10. April 1853 in Gleiwitz Maria Troilo von Troiburg (1827–1903).